# Павел (Борисовский)
Митрополи́т Па́вел (в миру Па́вел Петро́вич Борисовский; 29 октября [10 ноября] 1867, Борисовское, Владимирская губерния — 6 октября 1938, Селифонтовский полигон, Ярославская область) — епископ Русской Православной Церкви, митрополит Ярославский и Ростовский.

## Биография
Родился 29 октября 1867 года в селе Борисовском Владимирского уезда Владимирской губернии (ныне в Суздальском районе Владимирской области) в семье диакона.
После обучения во Владимирской духовной семинарии в 1888 году поступил в Московскую духовную академию, которую закончил в 1892 году со степенью кандидата богословия и оставлен при академии профессорским стипендиатом.
В 1893 году поступил на должность преподавателя в Могилёвскую духовную семинарию. С 1897 года перевёлся во Владимирскую духовную семинарию на ту же должность, а с 1907 года направлен на должность инспектора в Пензенскую духовную семинарию. В 1908 году был возведён в сан протоиерея и назначен ректором указанной семинарии.
27 января 1911 году — новая должность — ректор Владимирской духовной семинарии, в которой отец Павел трудился до 1916 года. К 1915 году отец Павел, имевший четверых детей, овдовел и принял монашеский постриг с сохранением прежнего имени.

## Архиерейское служение
23 апреля 1916 года во Владимирском Успенском соборе сонмом епископов во главе с архиепископом Владимирским Алексием (Дородницыным) хиротонисан во епископа Суздальского, викария Владимирской епархии. После увольнения архиепископа Алексия стал викарием нового архиепископа Владимирского и Шуйского Сергия (Страгородского), избранного на кафедру в августе 1917 года.
С репрессивными действиями Советской власти епископ Павел впервые столкнулся в 1918 году, у него был произведён обыск, впрочем, не давший никаких результатов.
24(11) апреля 1918 года был назначен на Челябинскую викарную кафедру, но на новое место службы не поехал и указом от 12 июня (31 мая) 1918 года патриархом Тихоном оставлен на прежнем месте служения.
В Прощёное воскресенье 2 марта 1919 года епископ Павел произнёс проповедь, которую власти сочли агитацией против неё. После доследования, проведённого коллегией следователей юридического отдела ГубЧК 2 июня 1919 года епископ помещён во Владимирскую губернскую тюрьму. На следующий день родственник его покойной жены Касаткин написал в ГубЧК заявление-поручительство с просьбой забрать владыку Павла под расписку. Освобождение состоялось 6 июня 1919 года.
13 мая 1921 года назначен правящим епископом Вятским и Слободским. В Вятке владыка Павел проживал при соборе, служил в кафедральном соборе. Показал себя твёрдым противником обновленчества.
25 августа 1922 года епископа Павла арестовали вместе с епископом Глазовским Виктором (Островидовым) на квартире при кафедральном соборе. 5 сентября им было предъявлено обвинение в связи с подпольными монархическими группировками, распространении нелегальных воззваний патриарха Тихона, митрополита Агафангела и Братства ревнителей Православия. 23 февраля 1923 года Особым совещанием при Коллегии ОГПУ СССР осуждён на три года ссылки в Нарымский край. По отбытии ссылки в начале 1926 года вернулся в Вятскую епархию, где вскоре возведён в сан архиепископа.
14 мая 1926 года вновь арестован вместе с епископом Виктором (Островидовым). Обвинялся, как сказан в материалах дела, в «организации нелегальной епархиальной канцелярии и произношении проповедей контрреволюционного характера. Так, в одной из проповедей Борисовский говорил о гонении веры православной, заявлял, что мы живем в век фальсификаторов и богоборцев, призывал верующих стойко стоять за веру православную и лучше стоять за веру, чем поклоняться сатане…» 20 августа 1926 года Особым совещанием при Коллегии ОГПУ СССР по статье 69 Уголовного кодекса РСФСР, осуждён на три года ссылки «за неподчинение распоряжениям советской власти, пропаганду против существующего в СССР государственного строя, группирование вокруг себя враждебно настроенного к советской власти элемента, ведение церковно-реакционной деятельности». Ссылку отбывал в городе Александрове Владимирской губернии.
Освобождён досрочно — через год, в 1927 году, и продолжил служение на Вятской кафедре. В мае того же года кооптирован заместителем патриаршего местоблюстителя митрополитом Сергием (Страгородским) в созданный им «с разрешения власти» Временный патриарший Священный синод. Вместе с другими членами Временного синода подписал Декларацию митрополита Сергия от 29 июля 1927 года, а также дал своё разъяснение «Декларации». Это послание приобрело особую известность благодаря активной деятельности последователей викария архиепископа Павла епископа Виктора (Островидова), противившихся проведению политики митрополита Сергия и его Синода в Вятской епархии. Критика ими обращения архиепископа Павла была жёсткой.
В обращении к пастве владыка Павел писал: «Слухи о нашем объединении с обновленцами — чистейший вымысел и вздор. Обновленцы, григориане и им подобные раздорники попирают каноны Церкви, а мы свято их охраняем и соблюдаем. Ни с обновленцами, ни с григорианами, и ни с какими другими современными раскольниками и отщепенцами, ни Священный Патриарший Синод в полном своем составе за всё истекшее время его существования, ни я, не имели и не имеем никакого молитвенного общения, и даже чуждаемся каких бы то ни было обычных деловых отношений с ними».
21 января 1929 года назначен архиепископом Ярославским и Ростовским. 18 мая 1932 года возведен в сан митрополита Ярославского и Ростовского с предоставлением права ношения бриллиантового креста на митре.
Назначение, его быстрота, безапелляционность, а затем и действия нового архипастыря вызвали у верующих подозрение и способствовали обострению ситуации в епархии, где до этого правящим архиереем был митрополит Агафангел (Преображенский), который, хотя и не отделялся от митрополита Сергия, но вёл себя независимо от него. Архиепископ Варлаам (Ряшенцев), временно управлявший епархией после смерти митрополита Агафангела, принял архиепископа Павла, описал ему положение дел и постарался убедить действовать тактично и осторожно. Последнее касалось прежде всего насаждаемых из Москвы «новшеств», самым заметным из которых было богослужебное поминовение митрополита Сергия, чего никогда не совершалось при митрополите Агафангеле. На некоторые компромиссы митрополит Павел поначалу согласился, но, бывая по делам и служа в Москве, он, разумеется, поминал митрополита Сергия, да и в Ярославле не всегда от этого воздерживался.
20 августа 1937 года митрополит Павел был арестован с обвинением — «антисоветская агитация и организационная контрреволюционная деятельность». В рамках группового «дела митрополита Павла (Борисовского) и архиепископа Никодима (Кроткова)» в вину владыке митрополиту вменялось «создание в Ярославской области антисоветских повстанческо-диверсионных групп и подготовка их для вооружённых выступлений против советской власти». Вместе с ним была арестована большая группа духовенства.
Согласно материалам дела, «на допросе 1-3 марта 1938 г. назвал членов Синода, составляющих антисоветскую группу (20 имен)», признал себя виновным. Сохранилось свидетельство, касающееся этого дела, — показания 1958 года Фаины Пестринской, вдовы протоиерея Феодоровского собора Владимира Пестринского, показывающий методы допроса членов «преступной группы церковников», возглавляемых митрополитом Павлом. Рассказывает Фаина Ивановна: «Владимир Иванович Пестринский мне говорил, что никаких преступлений против Советской власти не совершал. Он мне также тогда рассказал, что на следствии его вынудили дать, вернее, подписать явно ложные показания. При этом он мне рассказал, что, находясь в тюрьме в городе Ярославле, следователи заставляли его подписывать чистые листы бумаги, когда он их не подписывал, снова отправляли в тюрьму и стали вызывать по ночам. Вызывали несколько раз, наставляли к лицу наган и принуждали давать показания. Он также мне рассказал, что его беспрерывно держали на допросе в течение восьми суток, следователи менялись, а ему спать не давали». Обвиняемые, доведённые до полного изнеможения, подписывали сфабрикованные показания, «лишь бы поскорее окончилось следствие», будучи уже не в состоянии не только понять, но даже прочитать то, что они подписывали. Сохранились свидетельства о применении других пыток. Поэтому однозначно утверждать, что в показаниях митрополита Павла имел место оговор, нельзя.
6 октября 1938 года митрополит Павел Военной коллегией Верховного суда СССР по статье 58-2-8-10-11 Уголовного кодекса РСФСР приговорён к расстрелу с конфискацией лично ему принадлежащего имущества.
Митрополит Ярославский и Ростовский Павел (Борисовский) расстрелян 6 октября 1938 года на расстрельном полигоне у деревни Селифонтово Ярославского района Ярославской области, где и погребён в общей братской могиле. Реабилитирован Прокуратурой СССР 24 сентября 1991 года.

## Труды
- «Чего надо желать для нашего общественного воспитания?». Могилёв, 1894
- «Догматические основы христианской любви» // «Странник», 1900
- «Важнейшие направления современной мысли по вопросу о способах улучшения народного блага» // «Странник», 1901
- «Речь при наречении его во епископа Суздальского» // «Прибавление к Церковным Ведомостям», 1916, № 20, с. 478.
- «Знамение времени». (Слово, сказанное в Суздальском Градском соборе пред ночным молебствием на начало Нового 1917 года) // «Прибавление к Церковным Ведомостям» 1917, № 2, с. 26-29.
- «Царь освободитель» // «Прибавление к Церковным Ведомостям» 1917, № 7, с. 143—145.
- «Послание боголюбивым пастырям, клирикам, частному иночеству и мирянам (патриарших) приходов Вятской епархии» от 1/14 декабря 1927 года.